# Earle Gorton Linsley
Earle Gorton Linsley (né le 1er mai 1910 à Oakland (Californie) et mort le 8 mars 2000 à Sonoma (Californie)) est un entomologiste américain,.